# Majur
Majur (serbisches-kyrillisch: Мајур) ist ein  Ort in Serbien. 

## Geographie
Die heutige Vorstadtsiedlung der Stadt Šabac, gehört zur Verwaltungseinheit Stadt Šabac im Okrug Mačva, in der geographischen Region Mačva im nordwestlichen Zentralserbien.

## Bevölkerung
Die Mehrheit der Bevölkerung stellen Serben. 
Der Ort hatte 7031 Einwohner bei der Volkszählung von 2011, während es 6854 Einwohner im Jahre 2002 waren. Nach den letzten drei Bevölkerungsstatistiken steigt die Einwohnerzahl von Majur weiter an.

### Demographie
| Jahr | Einwohnerzahl |
| ---- | ------------- |
| 1948 | 1802          |
| 1953 | 2009          |
| 1961 | 2550          |
| 1971 | 3776          |
| 1981 | 5000          |
| 1991 | 6140          |
| 2002 | 6854          |
| 2011 | 7031          |

## Religion
Die serbisch-orthodoxe Pfarrkirche Hl. Markus wurde von 1994 bis 1995 erbaut.
Die Kirchengemeinde Majur mit ihren drei Pfarreien gehört zum Dekanat Šabac der Eparchie Šabac der serbisch-Orthodoxen Kirche.

## Galerie

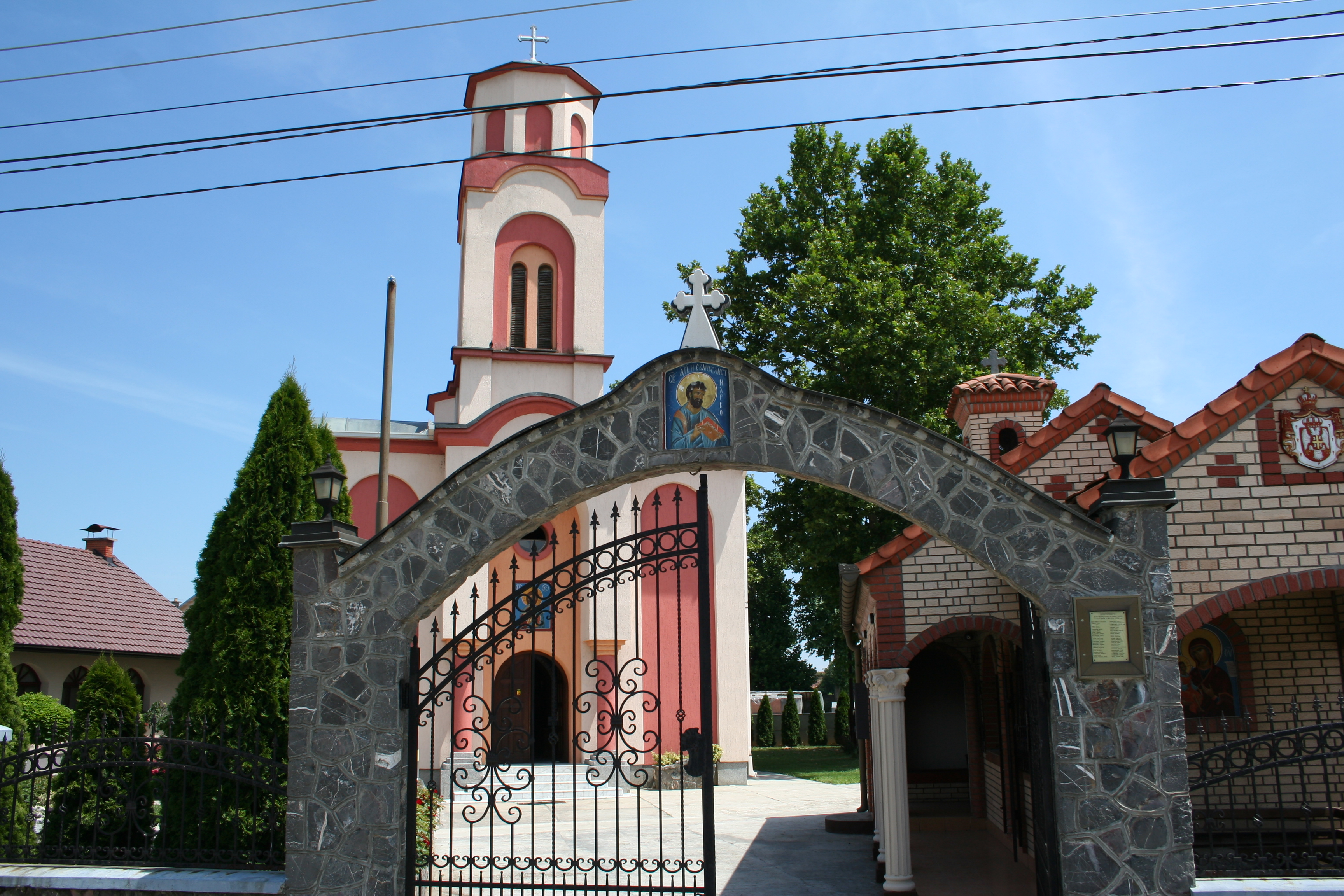
Die serbisch-orthodoxe Kirche Hl. Markus
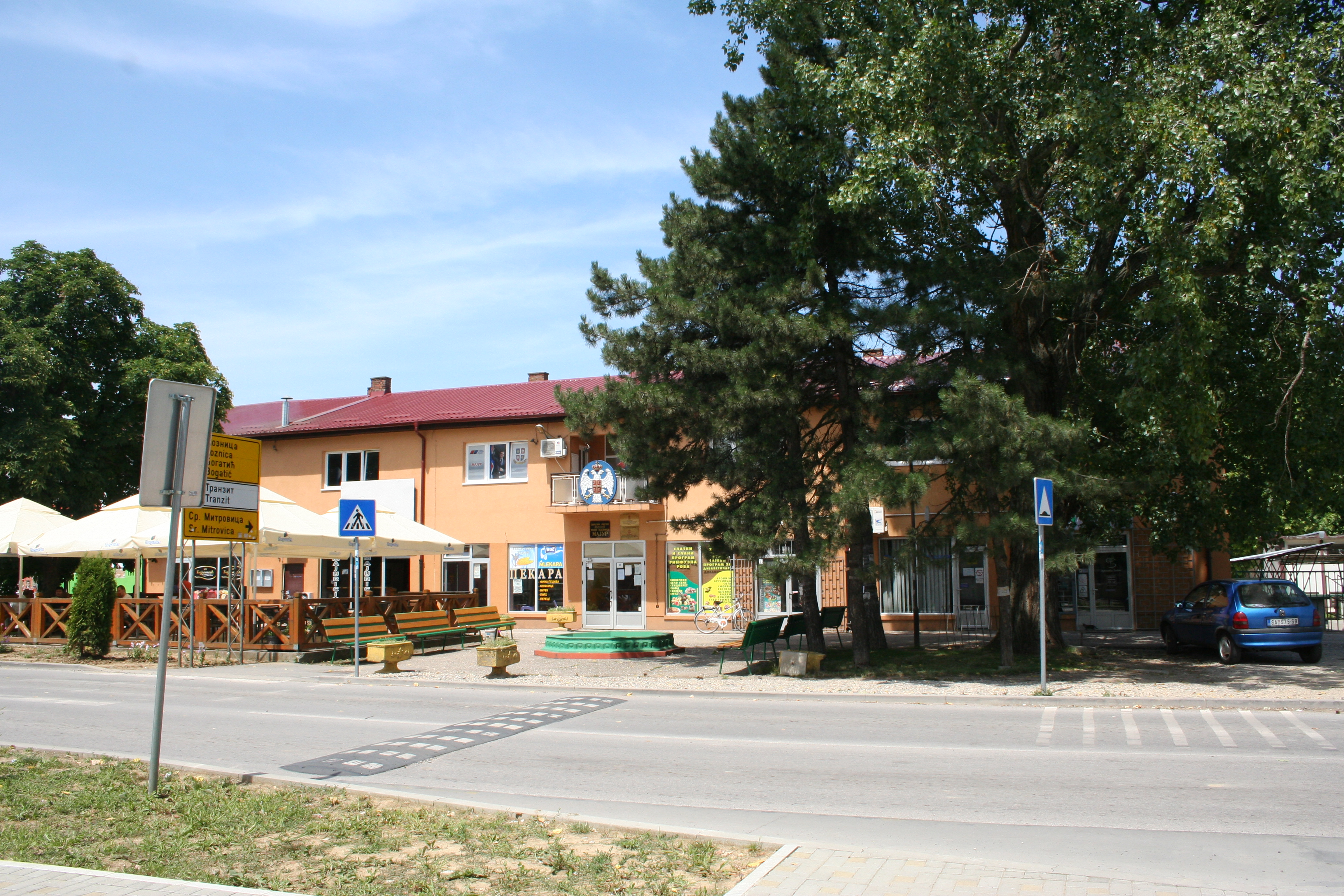
Gebäude der lokalen Gemeinschaft Majur
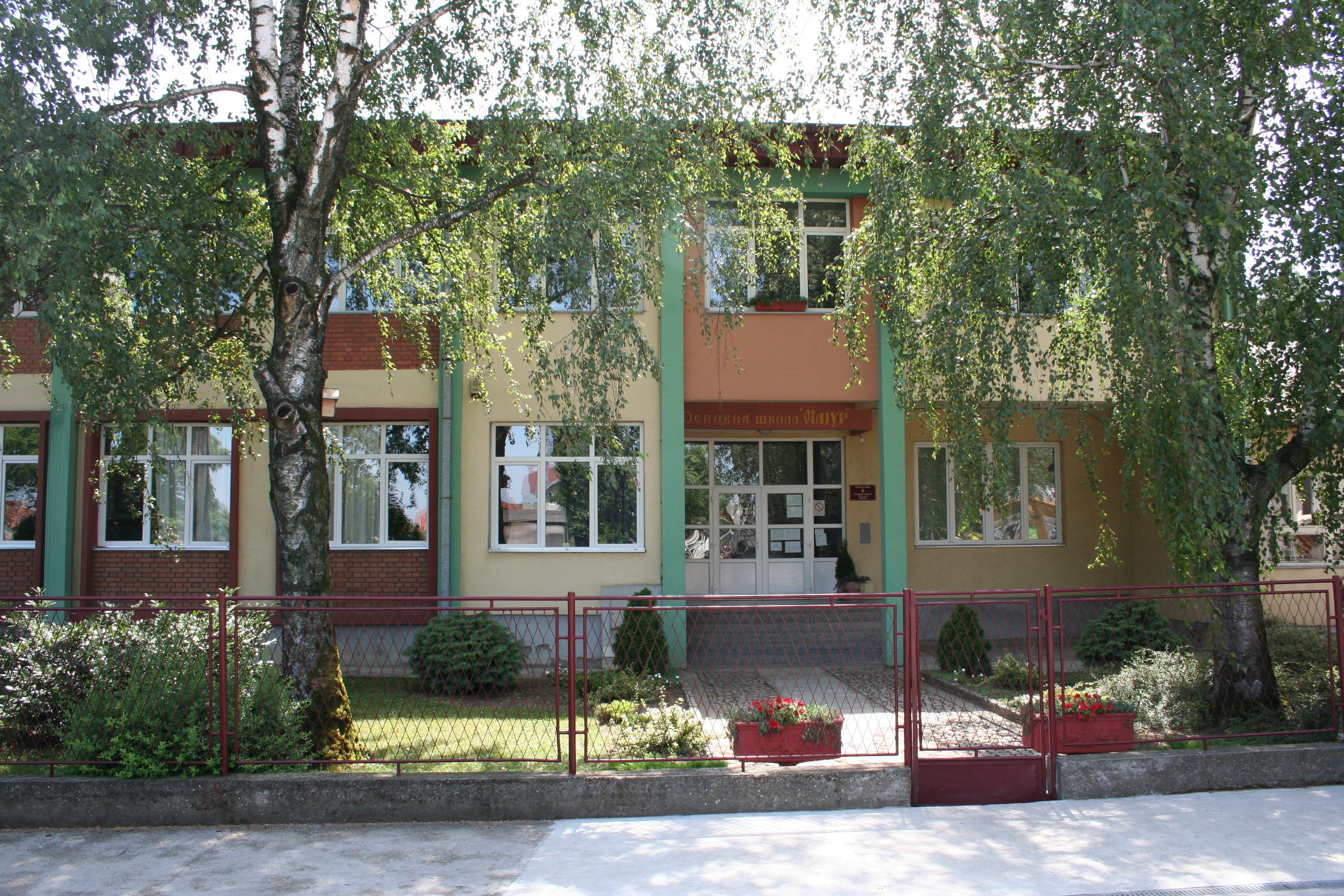
Die Grundschule Sveti Sava
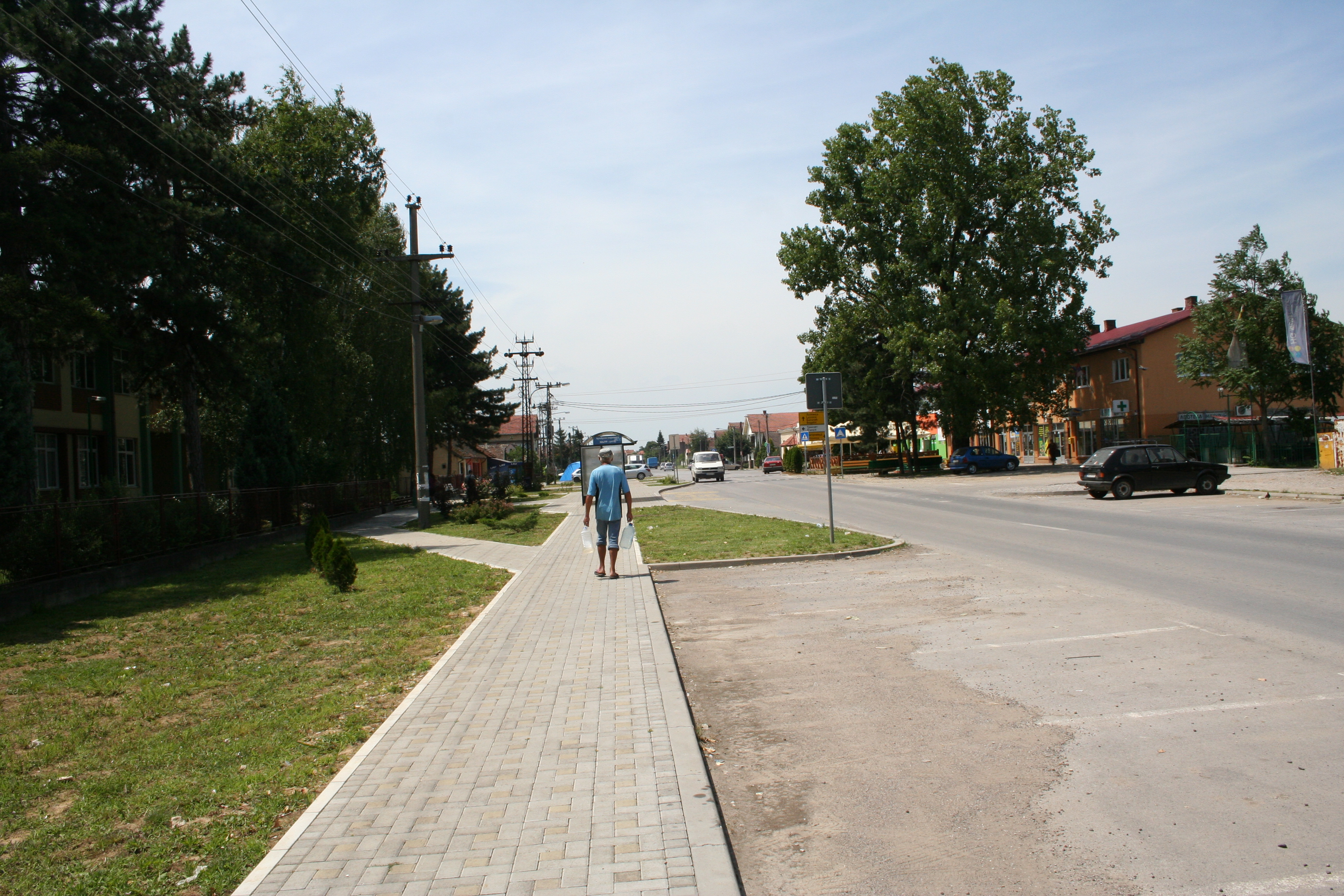
Straße im Ortszentrum
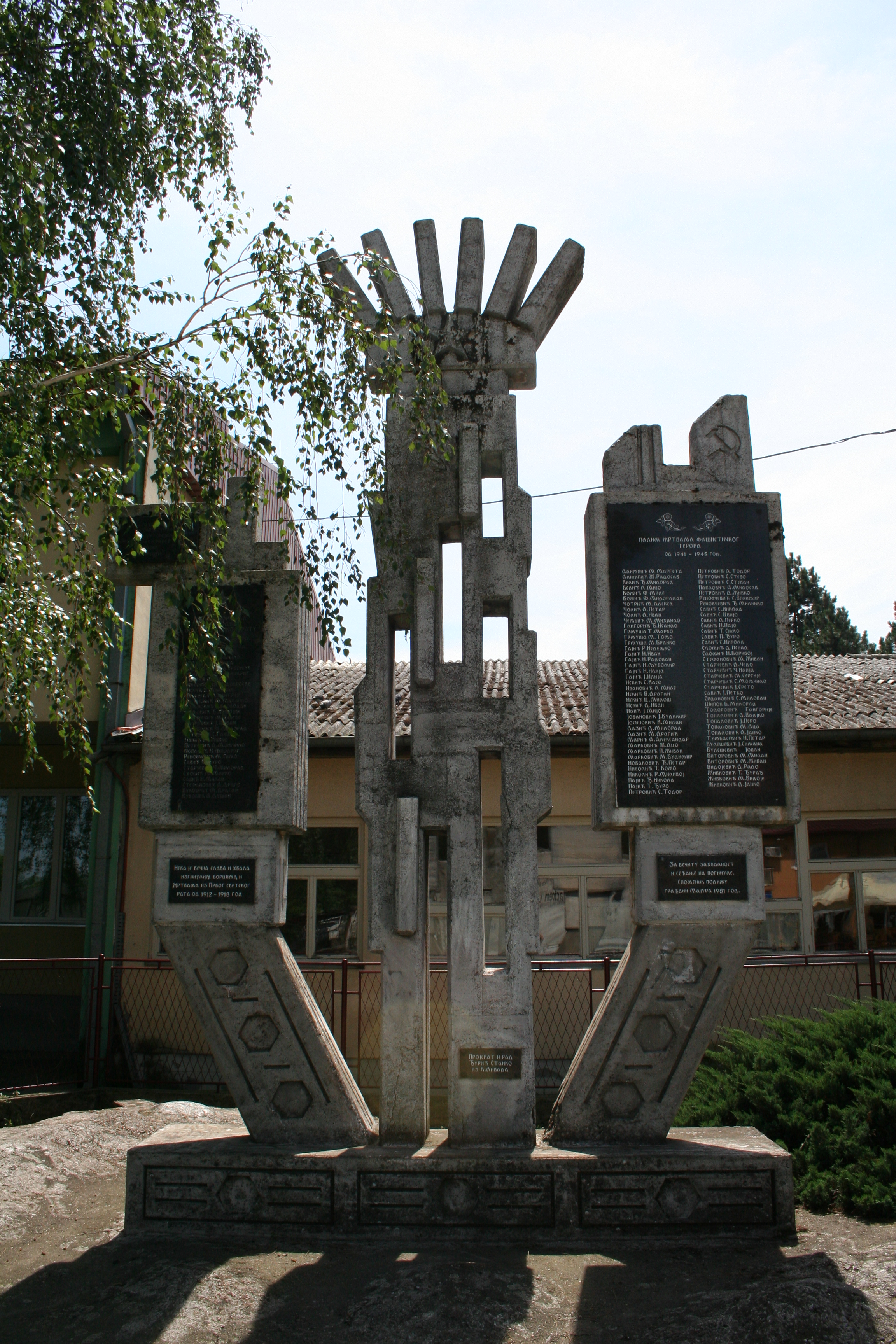
Denkmal für die Opfer des Ersten und Zweiten Weltkrieges
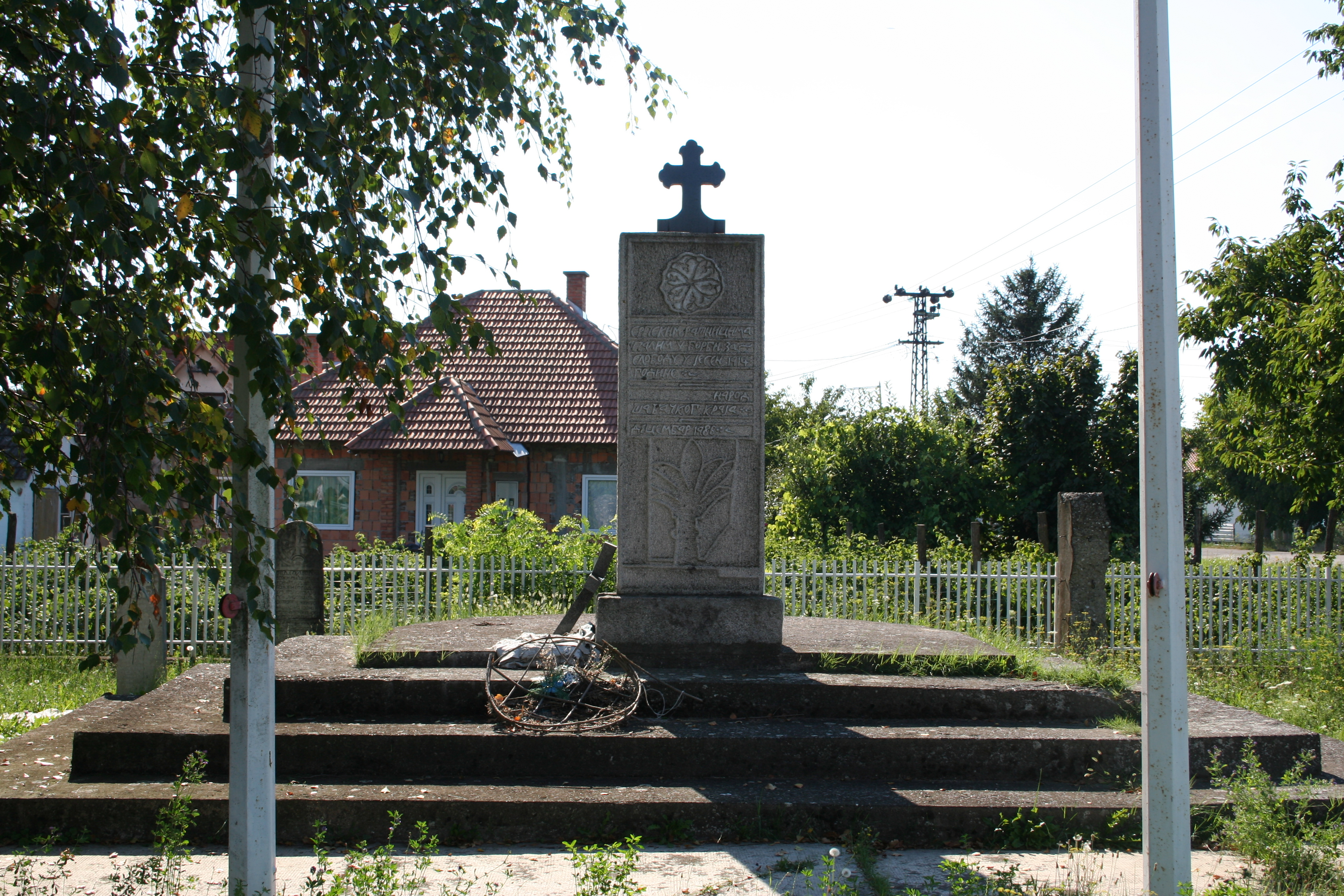
Denkmal und Gedenkbeinhaus für die gefallenen Soldaten aus dem Ersten Weltkrieg